# گورا هومورول
شهر گورا هومورول (به رومانیایی: Gura Humorului) در شهرستان سوچاوا در کشور رومانی واقع شده‌است. جمعیت این شهر ۱۶٬۷۴۰ نفر  است.

## نگارخانه

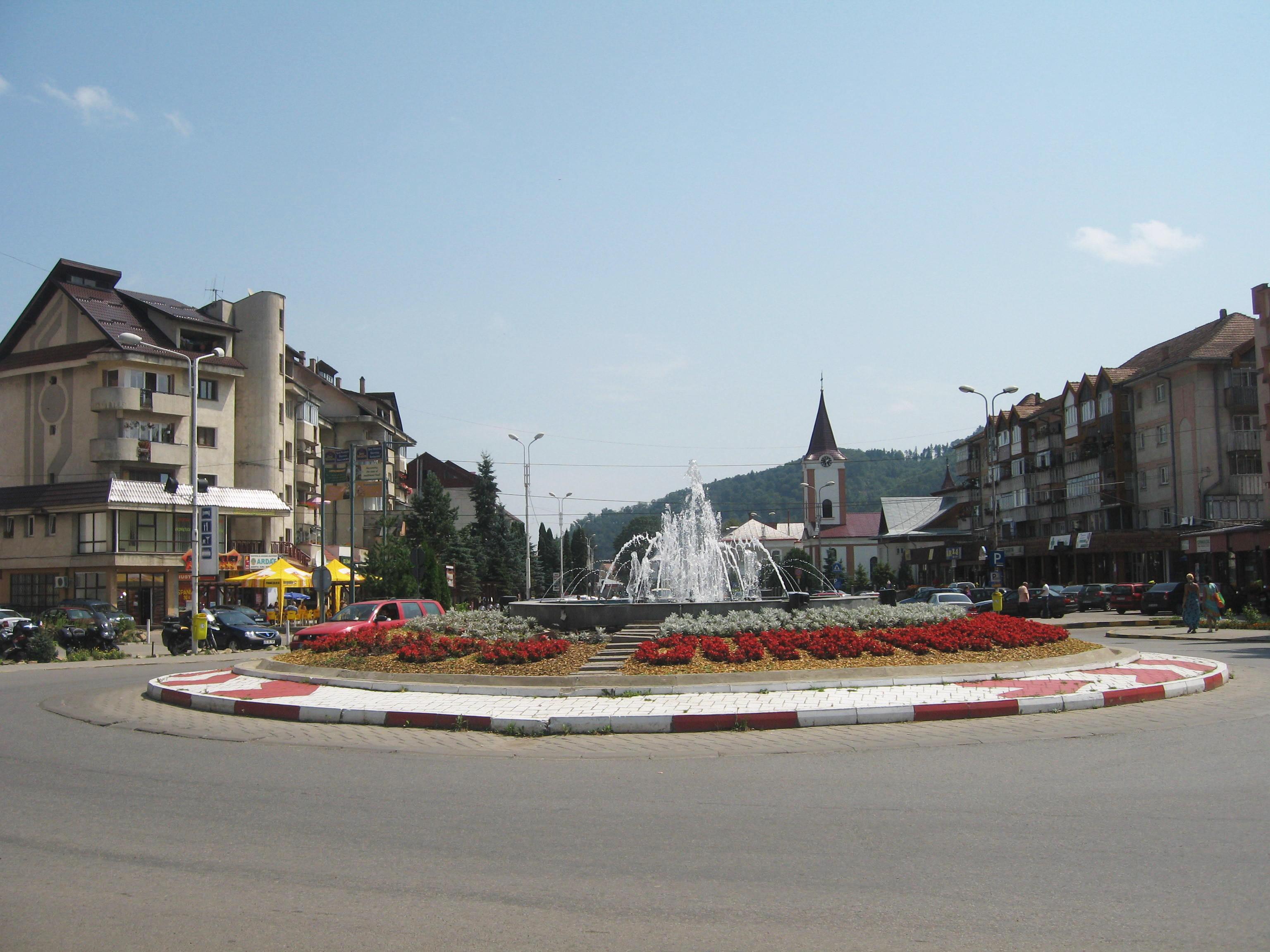
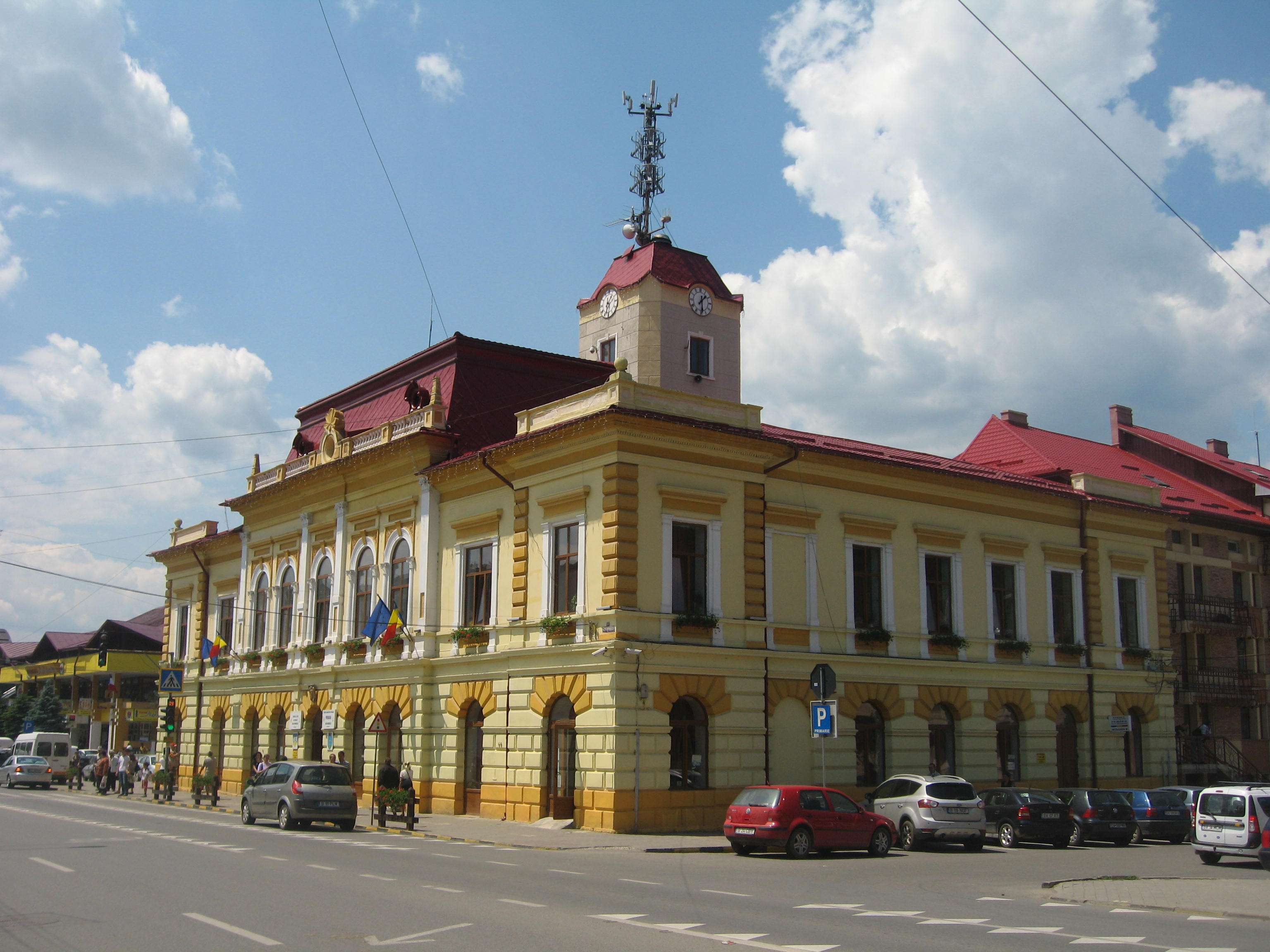
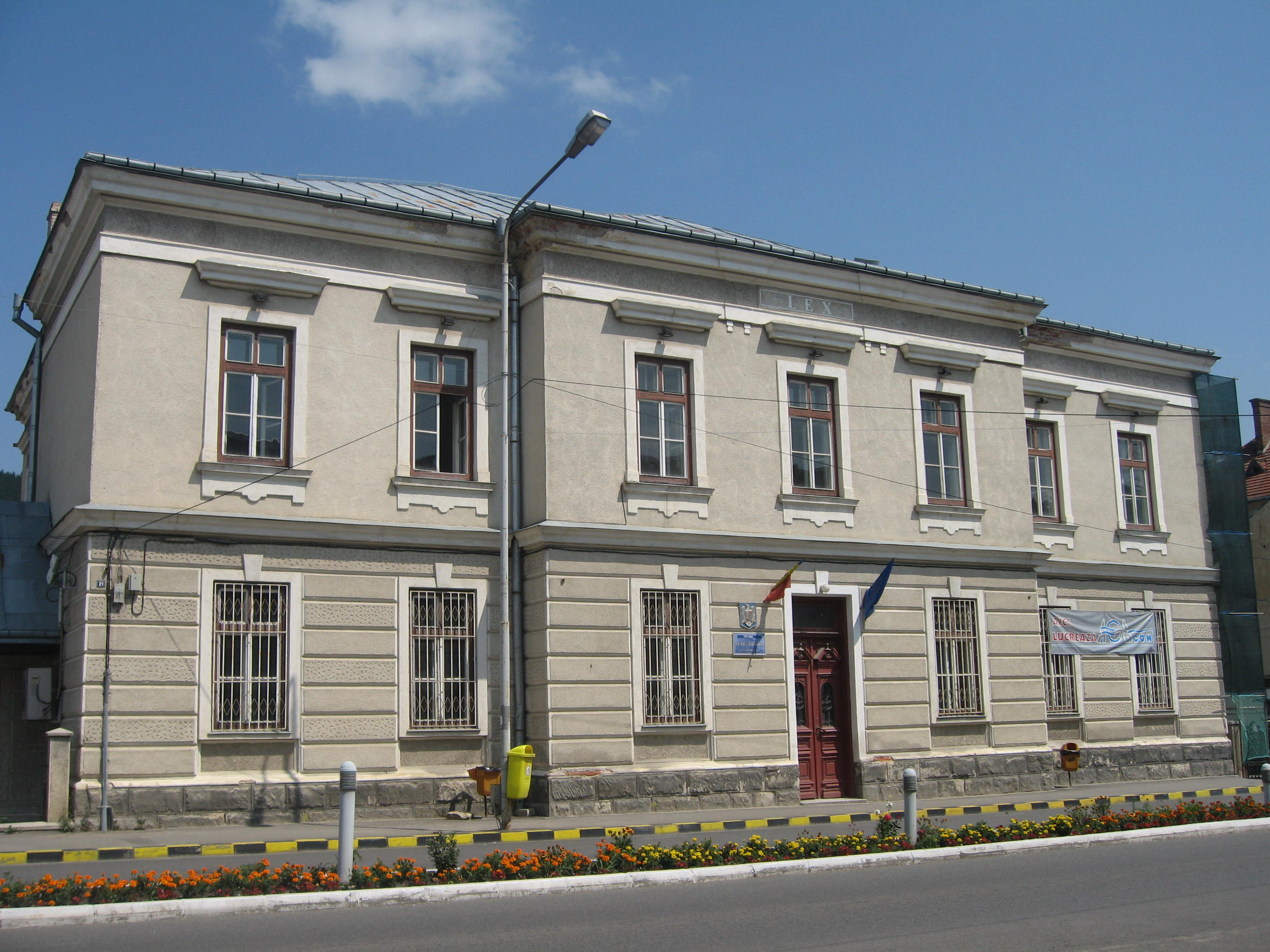
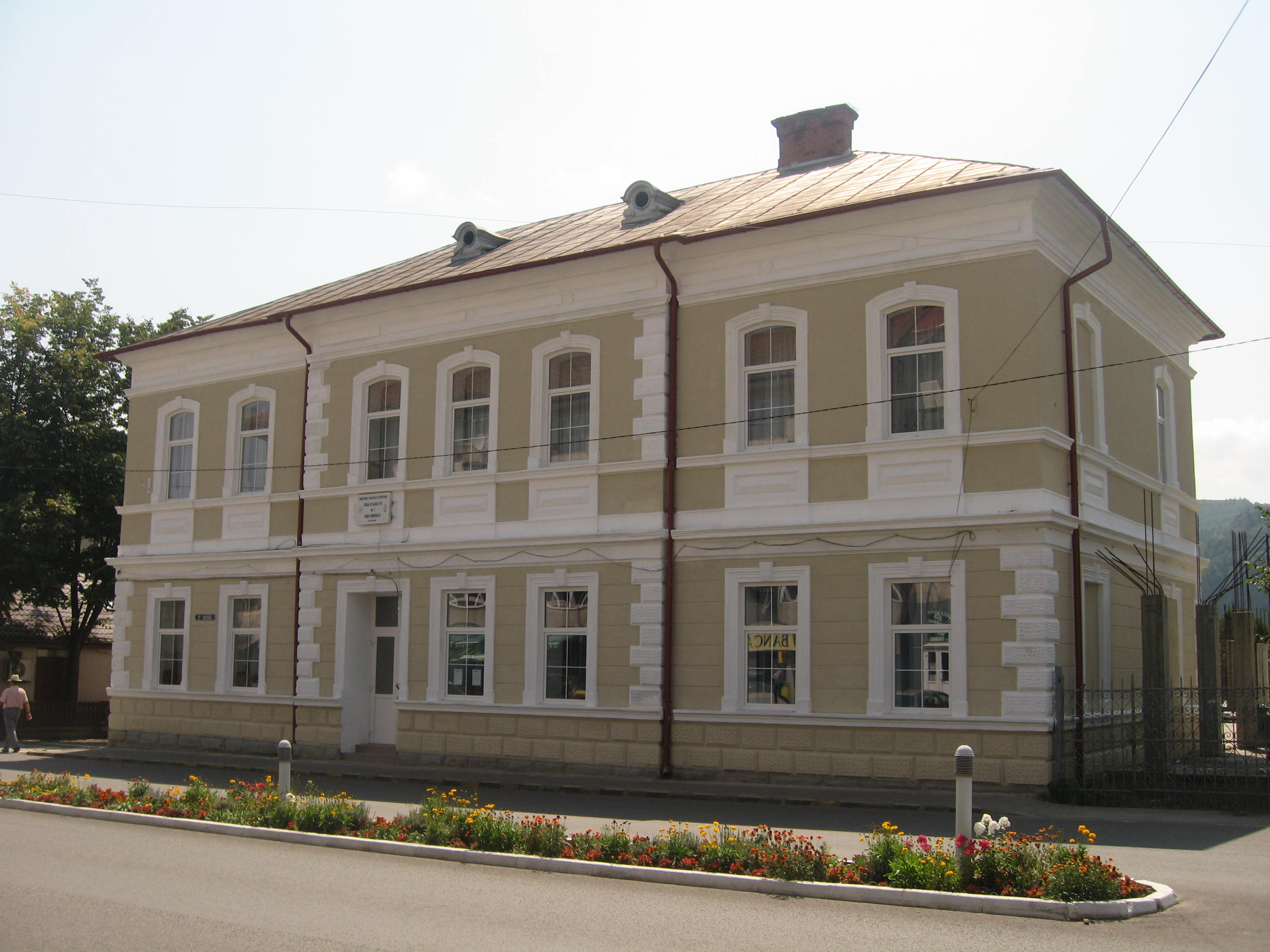
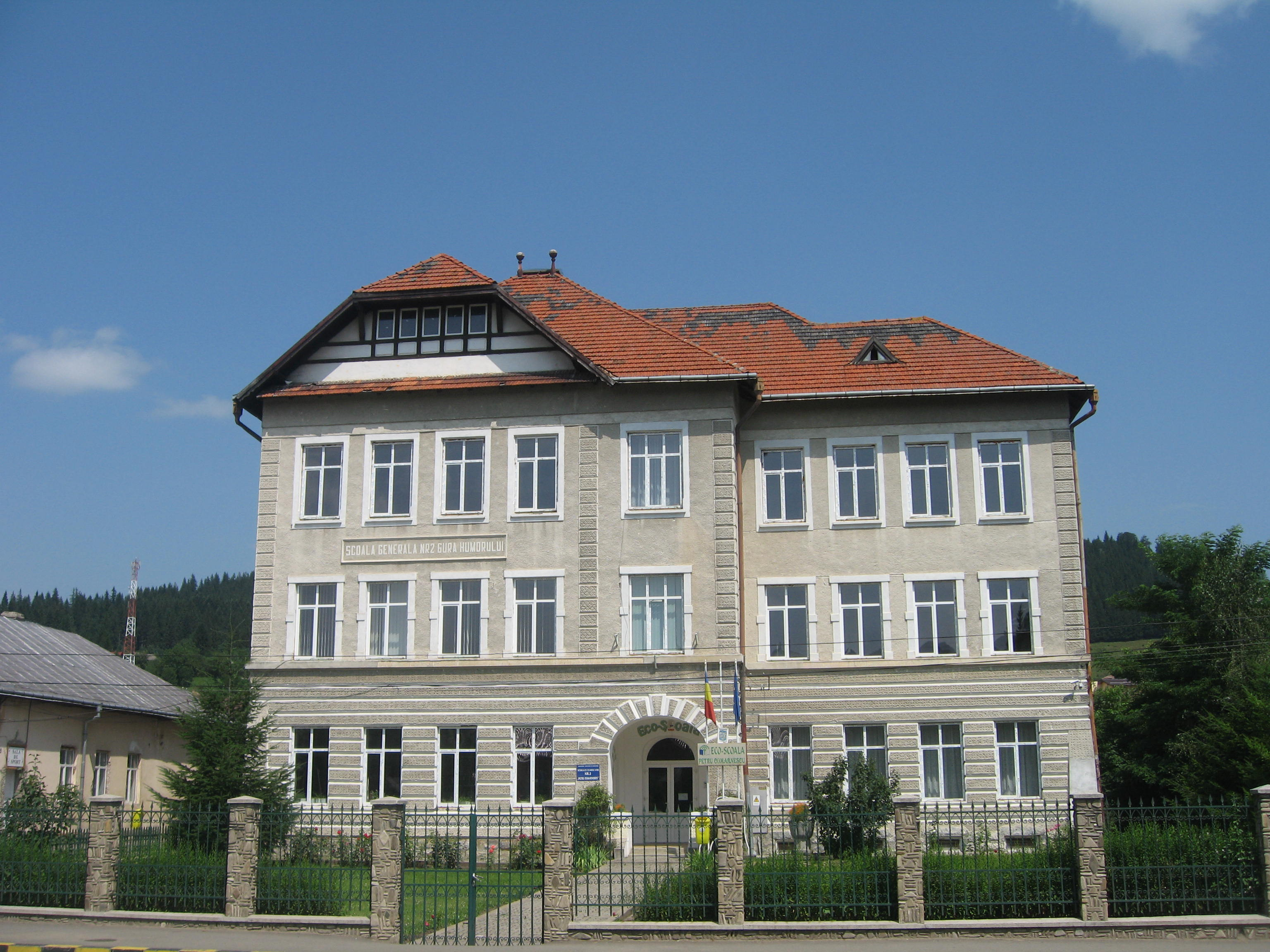
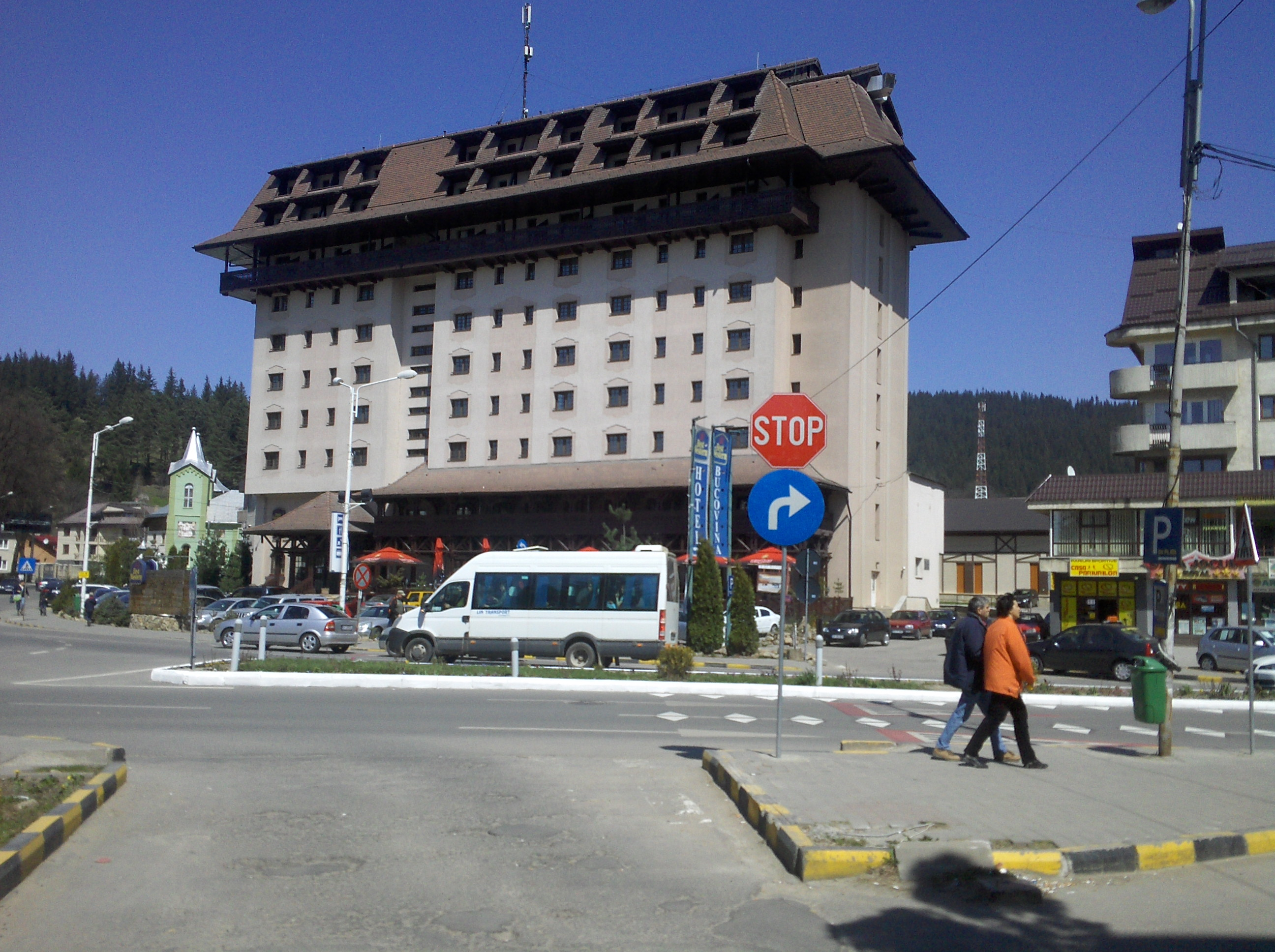
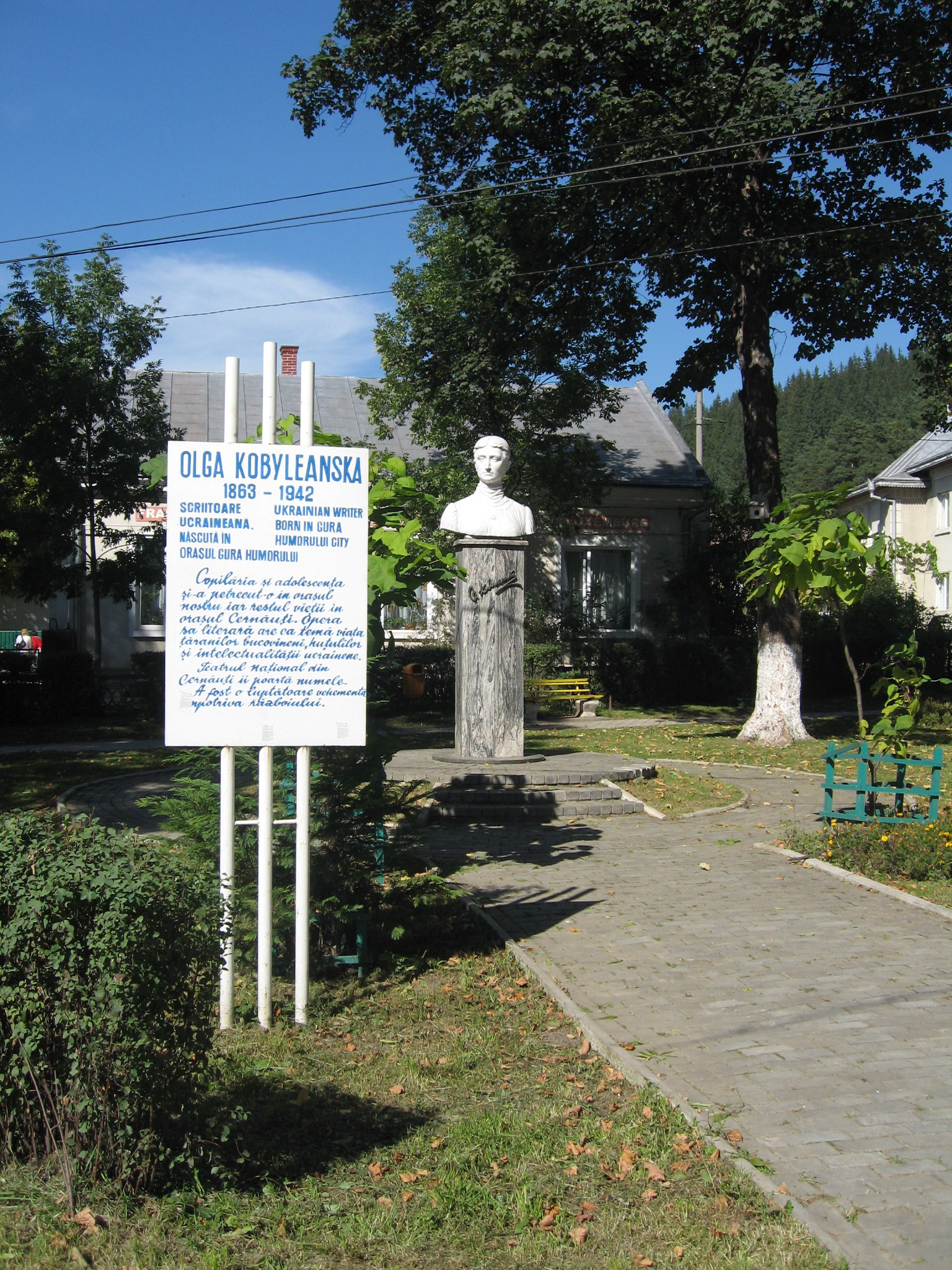
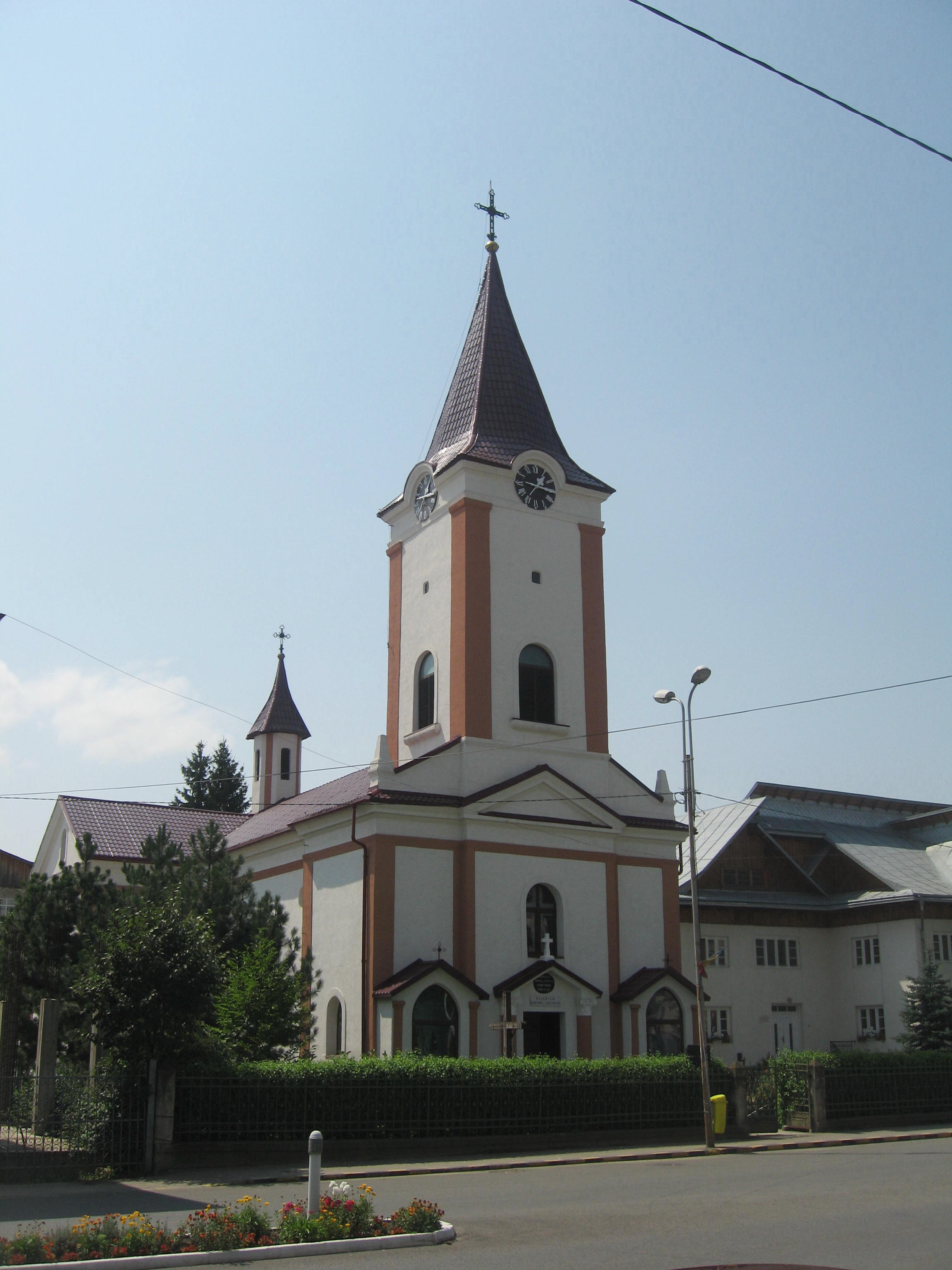
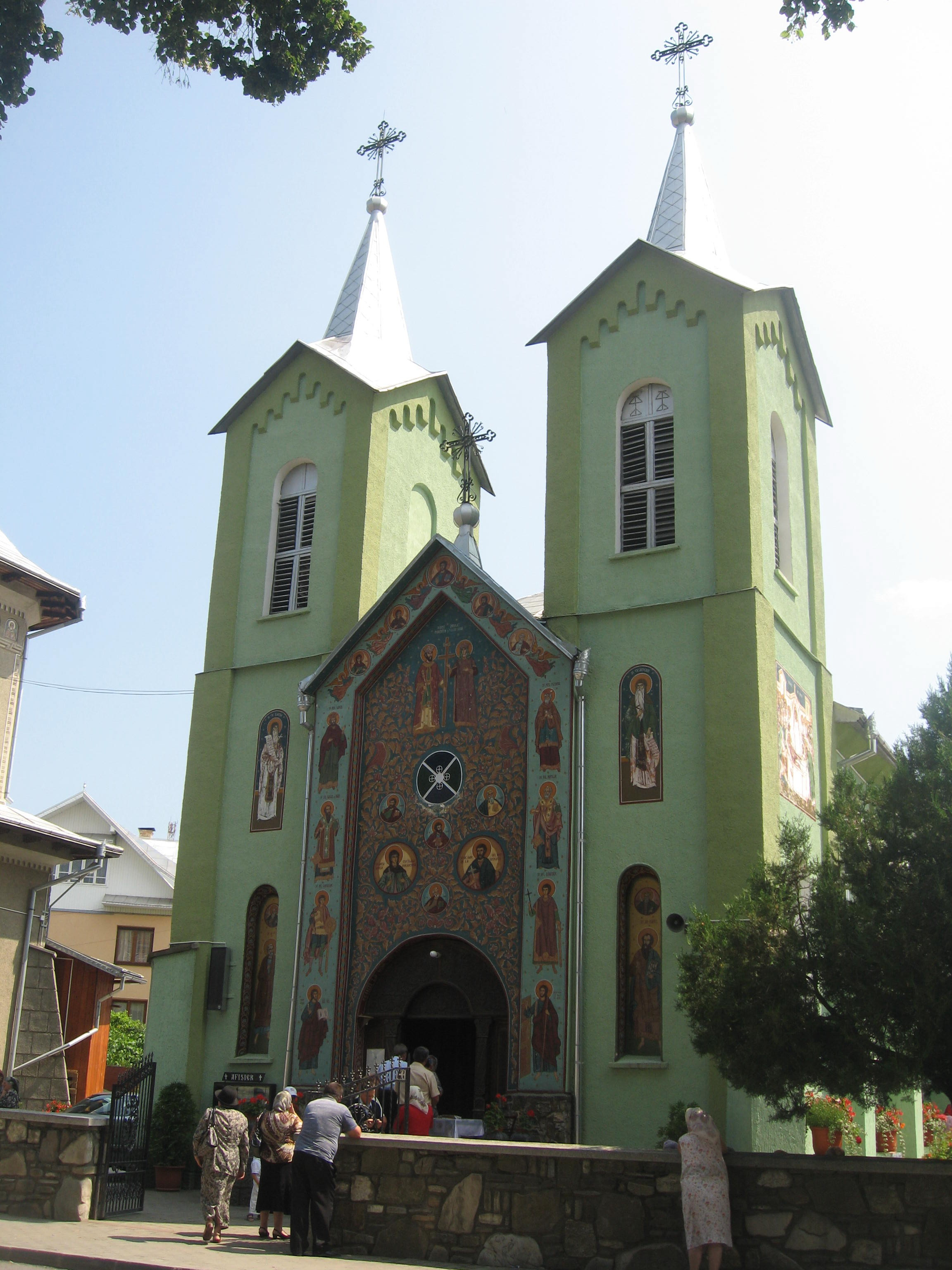
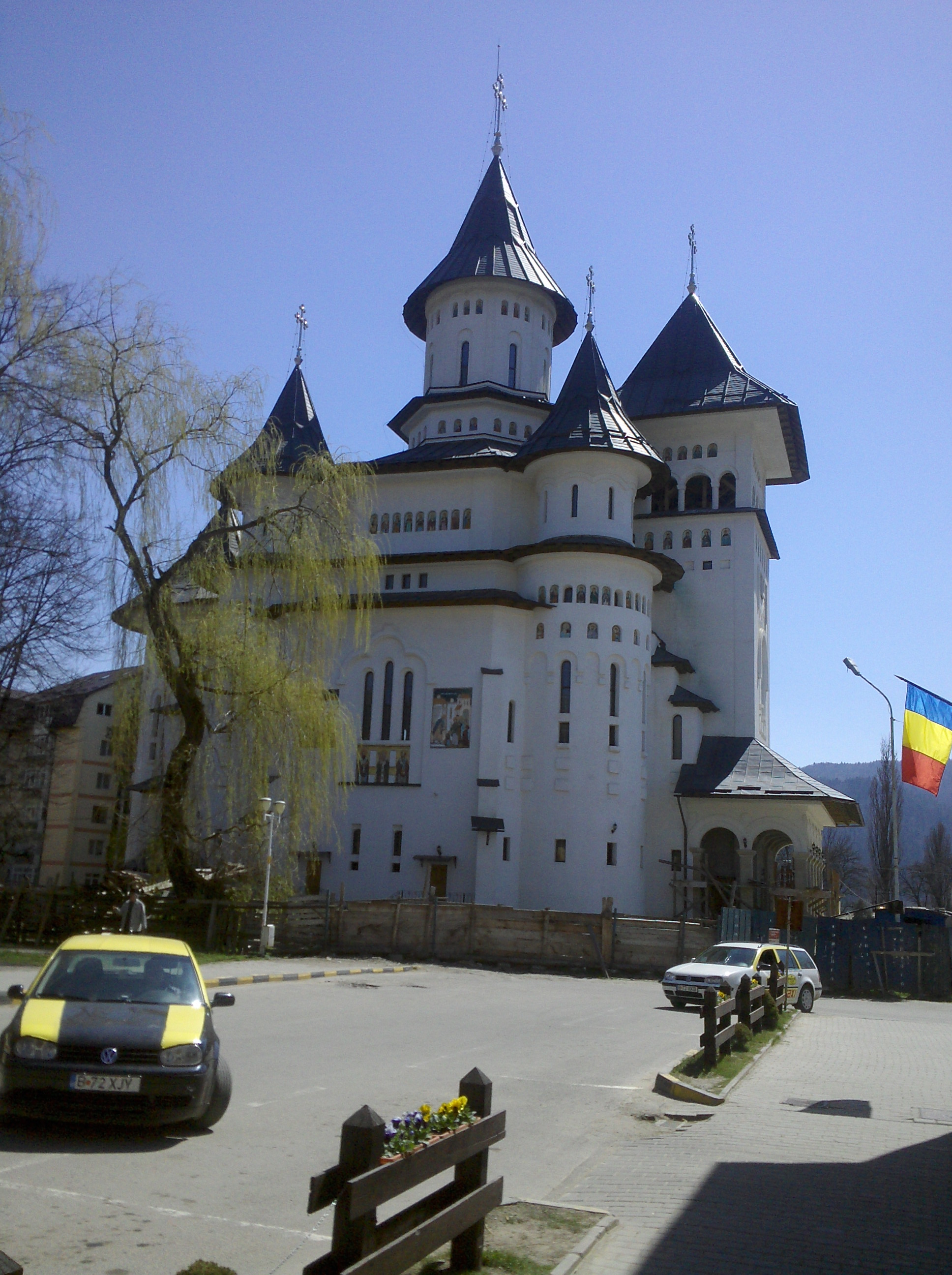
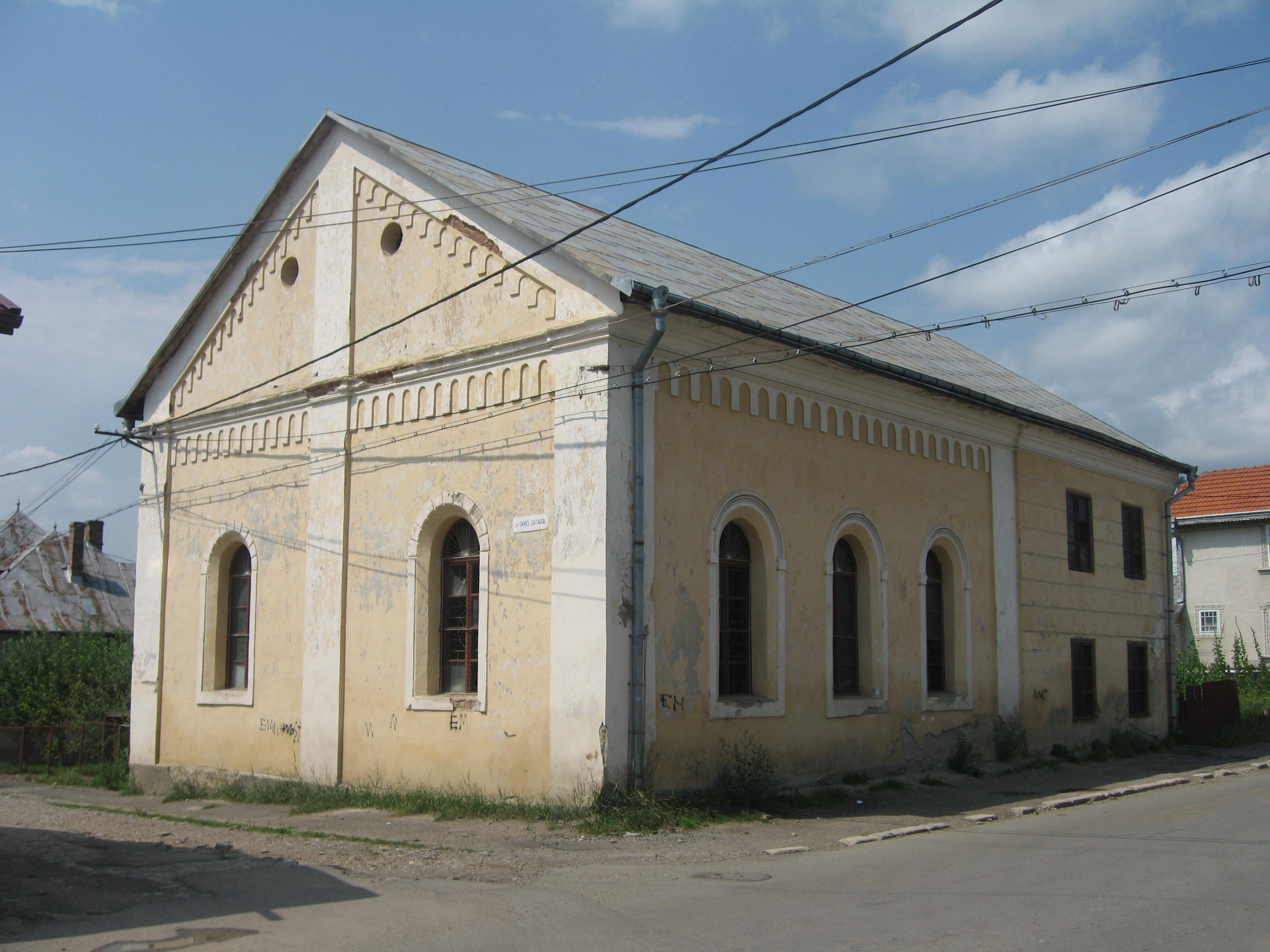
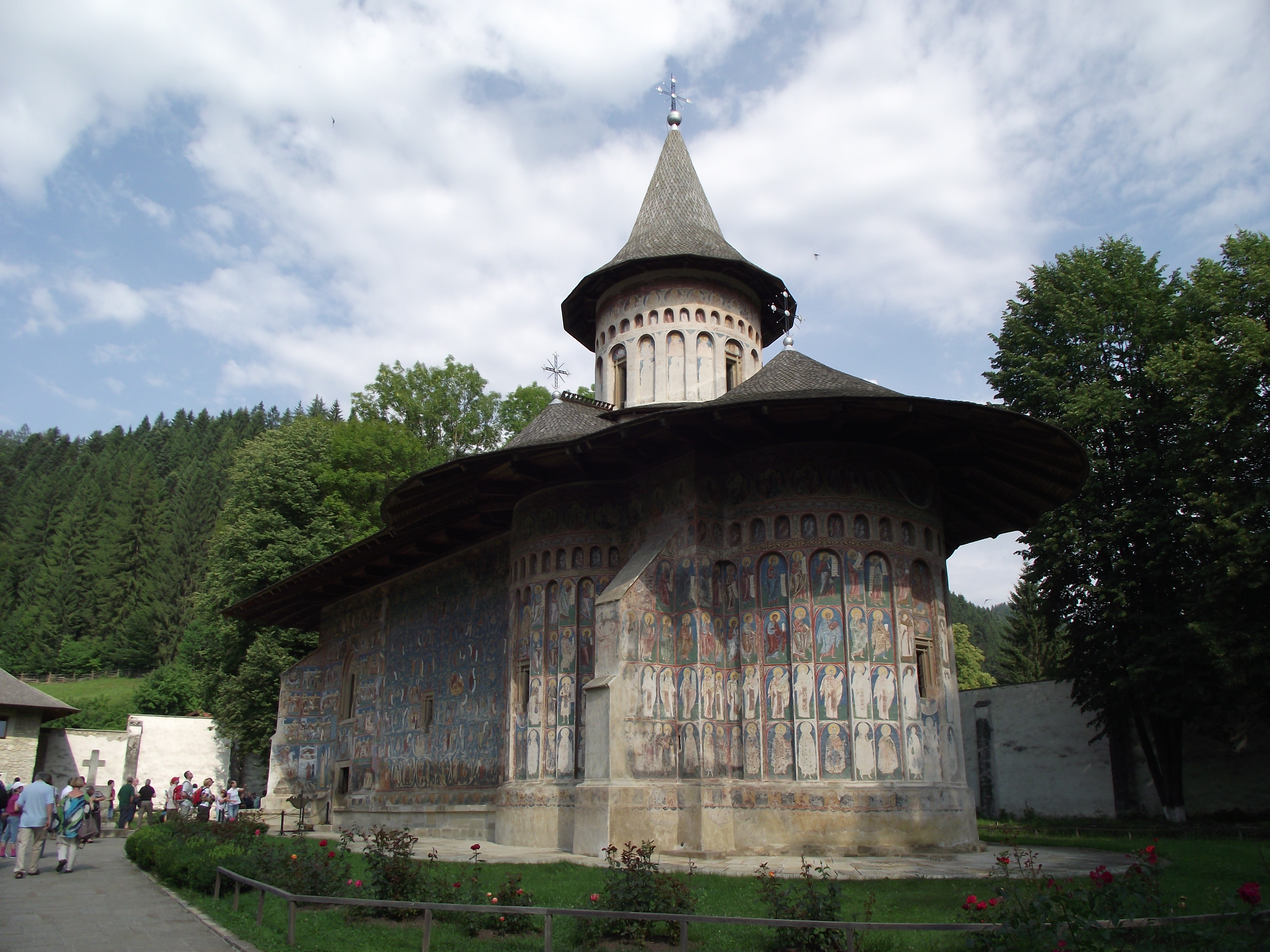